# Яунтвилл
Яунтвилл (англ. Yountville) — город в округе Напа в штате Калифорния в Соединённых Штатах Америки.
Согласно данным переписи населения США 2020 года, число жителей города
составляло 3436 человек, что для такого небольшого населённого пункта существенно больше (+ 17,1 %), чем было во время предыдущей переписи, проводившейся в 2010 году (2933 человек).

## История

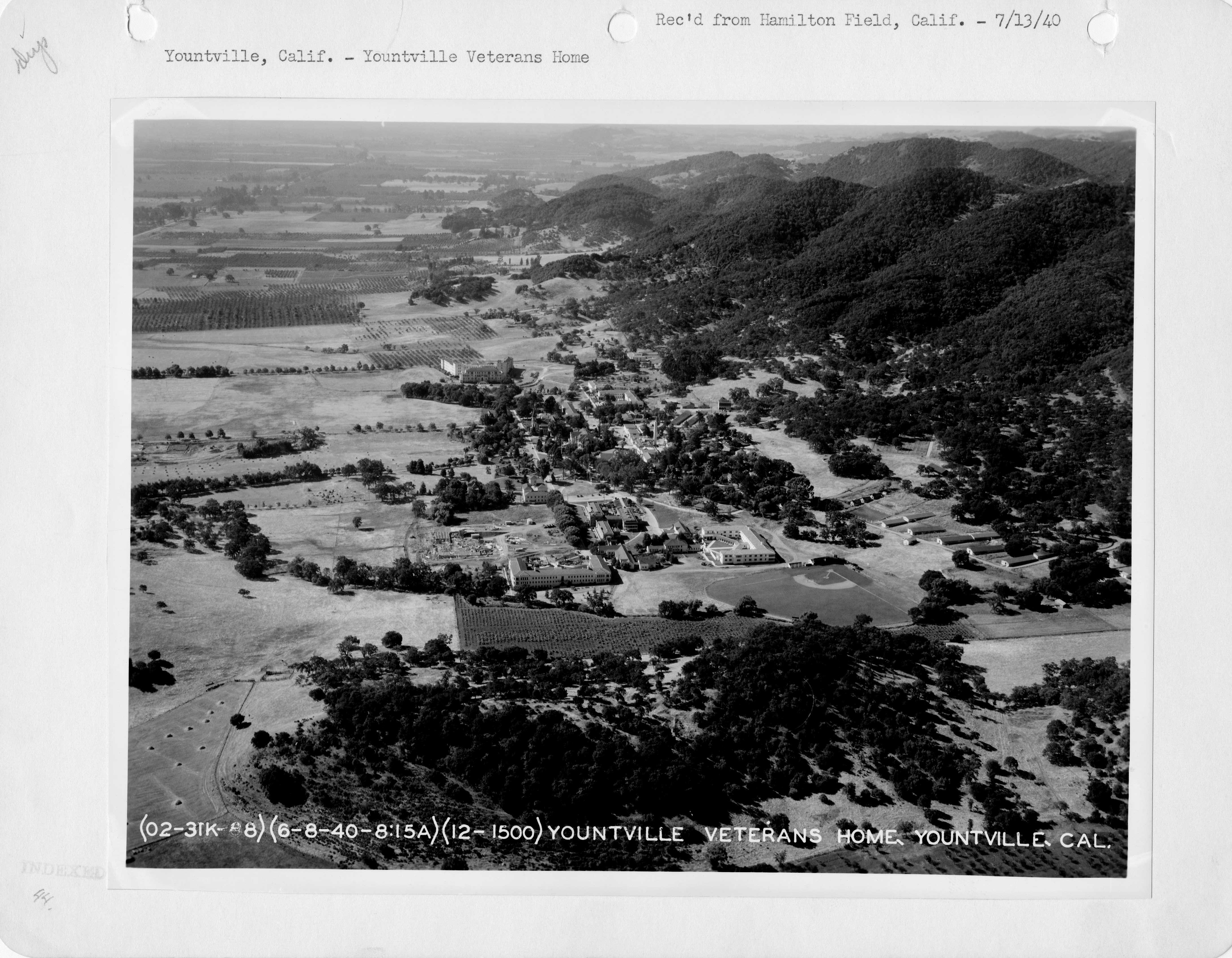
Яунтвилл в 1940 году

В 1855 году сообщество было названо Себастопол, но в соседнем округе Сонома уже был город с таким именем, и поэтому в 1867 году название изменили на Яунтвилл в честь Джорджа К. Яунта (Йонта), который недавно умер оставив о себе добрую память: он считался создателем первого виноградника в долине Напа, дав этим импульс к развитию виноделия в регионе; в настоящее время калифорнийское вино уже стало брендом.
В 1978 году Салли Шмитт открыл в Яунтвилле ресторан The French Laundry (букв. «Французская прачечная»), которым ныне управляет шеф-повар Томас Келлер, и который имеет трехзвездочный рейтинг Мишлен и дважды был назван «лучшим рестораном в мире» организацией по рейтингу ресторанов «The Worlds 50 Best».
3 сентября 2000 года примерно в трёх милях (4,8 км) к юго-юго-западу от Яунтвилла произошло землетрясение магнитудой 5,2 балла. Обошлось без погибших, но несколько сотен домов в округе пострадали от обрушения или трещин.

## География
Город Яунтвилл расположен в долине Напа, в районе Норт-Бэй в области залива Сан-Франциско в Северной Калифорнии.
Согласно данным Бюро переписи населения США, общая площадь города составляет 1,5 квадратных мили (4,0 км2) и вся эта территория приходится на сушу.